# 粕谷由弥
粕谷 由弥（かすや ゆうや、1988年5月24日 ‐ ）は、日本の俳優。埼玉県所沢市出身。身長は168cm、血液型はB型。元ジュネス企画所属。

## テレビ番組
- 冒険!CHEERS!!（日本テレビ)
- 知ってるつもり?!（日本テレビ）
- いつみても波瀾万丈（日本テレビ）
- たけし・さんま超偉人伝説
- ウッチャキナンチャキ（TBS）
- 奇跡体験!アンビリバボー（フジテレビ）
- 爆竜戦隊アバレンジャー（テレビ朝日）

## 映画
- オペレッタ狸御殿 - 弥助の次男 役

## CM
- コナミ「実況パワフルプロ野球10」
- ジャパンエナジー「ステーション ハートフルステーション」
- キリン「ラガービール」
- 日本コカ・コーラ「ファンタ」